# Fjellheisen
| Infobox Seilbahn  | Infobox Seilbahn                                |
| ----------------- | ----------------------------------------------- |
|                   |                                                 |
| Basisdaten        |                                                 |
| Land:             | Norwegen, Troms                                 |
| Ort               | Tromsø                                          |
| Talstation:       | Tromsø, 50 m 69° 38′ 28″ N, 18° 59′ 10″ O       |
| Bergstation:      | Storsteinen, 418 m 69° 38′ 10″ N, 18° 59′ 43″ O |
| Höhenunterschied: | 359 m                                           |
| Steigung          | 28 %                                            |
| Fahrzeit          | 4′                                              |
| Baujahr           | 1960; modernisiert 2016                         |
| Website:          | www.fjellheisen.no                              |

Fjellheisen Tromsø ist eine Luftseilbahn in Tromsø vom Stadtteil Hungeren auf den Hausberg Storsteinen.

## Erste Luftseilbahn 1960
Mit der Errichtung der ersten Luftseilbahn wurde 1958 begonnen. Die Eröffnung erfolgte am 22. Februar 1961. Einige Monate später wurde das Bergrestaurant eröffnet.

### Technische Daten der ersten Bahn
- Streckenlänge: 753 m
- Größte Neigung: 28 %
- Höhenunterschied: 368 m
- Kapazität: 27 Personen pro Kabine
- Fahrgeschwindigkeit: 1,6 m/s
- maximale Förderleistung: 360 Personen pro Stunde

## Zweite Luftseilbahn 2016

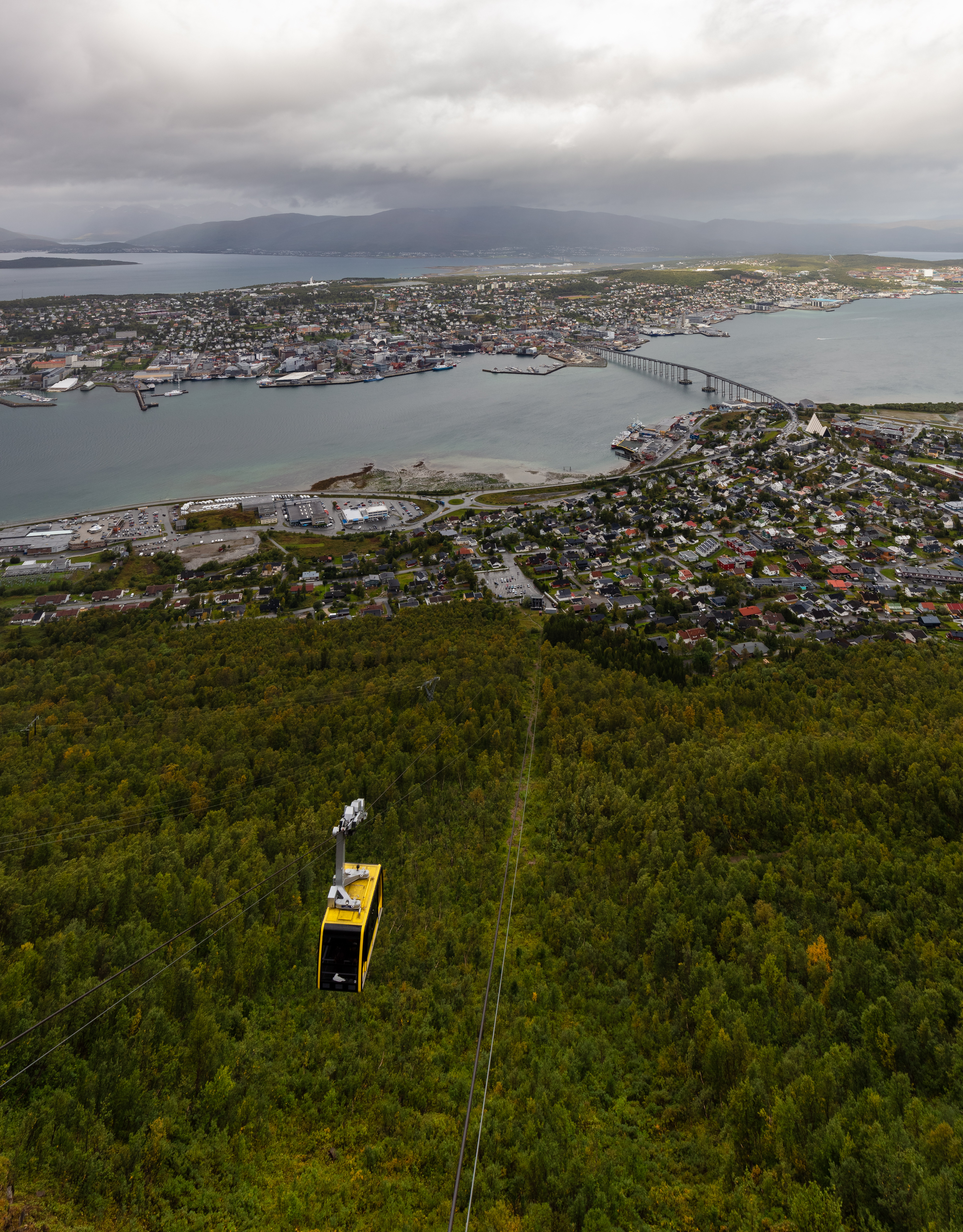
Blick während der Talfahrt (2019)

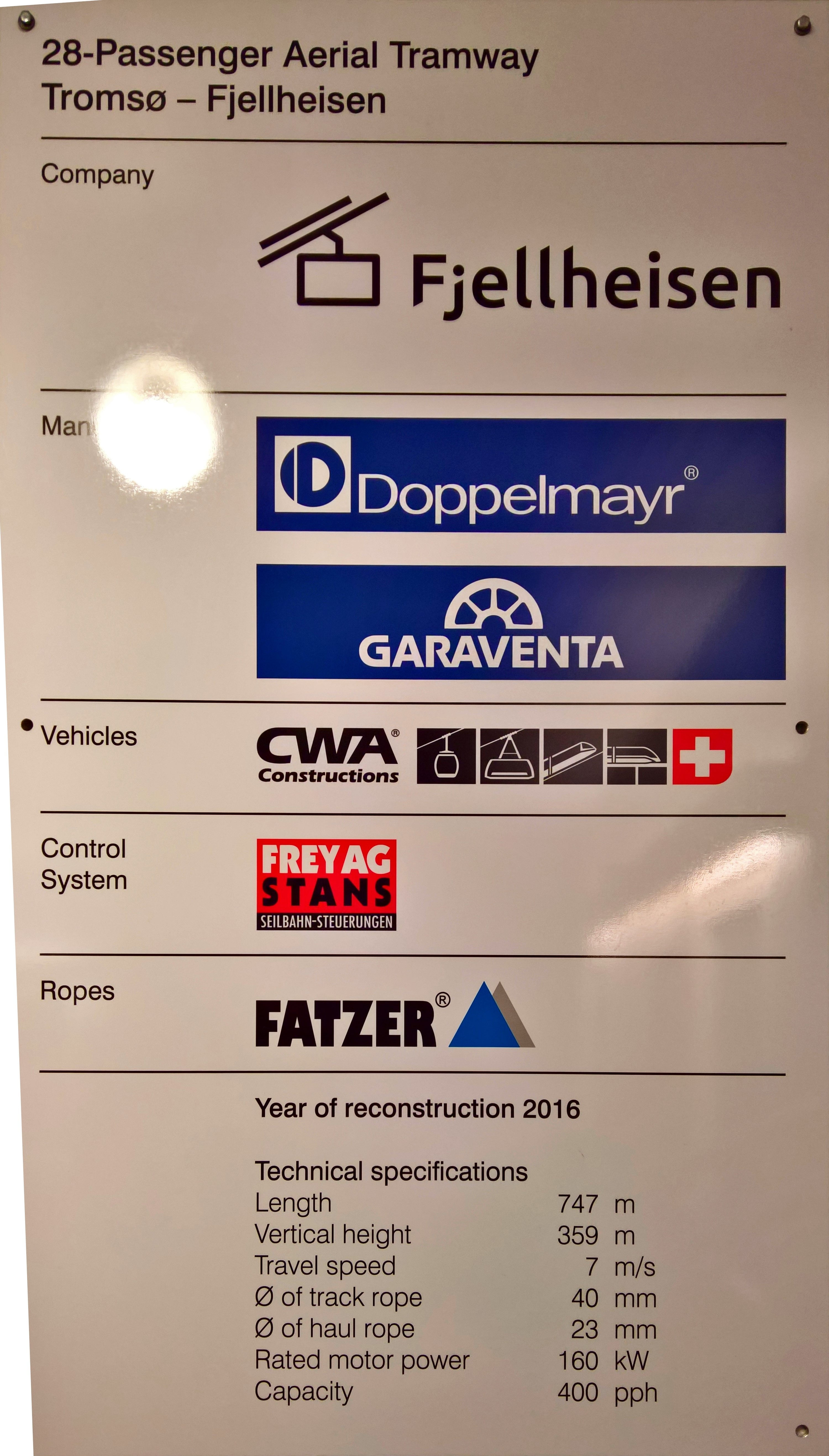
Datenblatt der Pendelbahn „Fjellheisen“ (2016)

Während der Wintermonate 2015/16 wurde die erste Seilbahn stillgelegt und für 68 Mio. NOK vollständig modernisiert. Die Bahn erhielt neue Gondeln der Firma Doppelmayr, eine neue Maschinerie und die Bergstation wurde um eine vergrößerte Terrasse erweitert. Die Bergstation wurde zudem behindertengerecht umgebaut und erhielt einen Fahrstuhl. Die neue Pendelbahn nahm ihren Betrieb im April 2016 auf.

### Technische Daten der zweiten Bahn
- Streckenlänge: 747 m
- Größte Neigung: 28 %
- Höhenunterschied: 359 m
- Kapazität: 28 Personen pro Kabine
- Fahrgeschwindigkeit: 7 m/s
- maximale Förderleistung: 400 Personen pro Stunde